# Entosthodon plagiothecius
Entosthodon plagiothecius är en bladmossart som beskrevs av C. Müller 1879. Entosthodon plagiothecius ingår i släktet koppmossor, och familjen Funariaceae. Inga underarter finns listade i Catalogue of Life.